# Golica
Golica (1836 m) je vrh v Zahodnih Karavankah nad Jesenicami. Poznana je predvsem po narcisnih poljanah, ki jih v aprilu in maju obiskujejo številni pohodniki. Tako izpred koče, kot tudi z vrha je lep razgled na avstrijsko Koroško ter na Julijce in Ljubljansko kotlino.
Na gozdni meji na višini 1582 m se na njej nahaja Koča na Golici s 40 ležišči. Staro t. i. Nemško kočo so med drugo svetovno vojno požgali partizani, da ne bi Nemcem služila kot oporišče. V drugi svetovni vojni je bila z istim razlogom požgana tudi t. i. Slovenska koča na vrhu Golice.
Danes pobočja Golice služijo kot pašnik za ovce, vse do leta 1957 pa so jo domačini iz vasi pod njo kosili. Hrib prebivalcem pod njo pomeni velik ponos, med drugim tudi zaradi svetovno znane Avsenikove polke Na Golici.

## Rastišča narcis
V mesecu maju (tudi že konec aprila ali šele v začetku junija, glede na vremenske razmere) na pobočjih ob vznožju Golice v velikem številu cvetijo gorske narcise (Narcissus poeticus radiiflorus), ki jim domačini pravijo tudi ključavnice. Sicer v slovenskem jeziku obstaja okrog 120 različnih imen za tovrstne rastline. Narcise so trajnice s čebulico in so vetrocvetke, zato se v velikem številu nahajajo predvsem na goličavah, travnikih, kjer so pogoji za razmnoževanje ugodni. Golico so se še po 2. svetovni vojni poraščale do vrha, danes pa so njihova nahajališča bistveno manjša. Ogroža jih sodoben način mehaniziranega obdelovanja zemlje in kemična gnojila, ki vsebujejo kalij in fosfor. Intenzivno gnojenje pospešuje rast regrata in trave, ki izpodrineta narcise. Poleg tega so travniki narcis neprimerni kot pašniki: dokler so listi narcis zeleni, so za živino strupeni. Zato so nekoč kmetje gnali živino na tovrstna pobočja šele v mesecu avgustu. Košnja je primerna šele po 20. juniju. Ljudsko ime ključavnica je v okolici Jesenic nastalo zaradi dejstva, da cvetovi žuželkam ne dopuščajo opraševanja (so »zaklenjeni«). Dostop do narcisnih poljan je iz Jesenic proti Planini pod Golico oziroma Plavškemu rovtu. 
Na Golici rasteta tudi ogroženi rastlini gorski dimek (Crepis bocconi) in alpski lisičjak (Diphasiastrum alpinum).
V maju poteka na Planini pod Golico tradicionalna prireditev »Praznik narcis«. Večja nahajališča v Sloveniji se nahajajo tudi v Prekmurju, v dolini zgornje Kolpe in na Kočevskem.

## Izhodišča
- Planina pod Golico (950 m)

## Vzponi na vrh
- 2½h: od Planine pod Golico
- 2h: Klek (1753 m), čez Jekljevo sedlo (1488 m)
- 2½h: Rožca (1587 m), čez Jekljevo sedlo in po pobočju Kleka